# サステイナビリティ学連携研究機構
サステイナビリティ学連携研究機構（ - がくれんけいけんきゅうきこう、英語: Integrated Research System for Sustainability Science; 略称: IR3S）は、日本の各参加大学を研究拠点としてサステイナビリティ学の創生を目的に形成されたネットワーク型の連携機構。
2019年4月1日、東京大学政策ビジョン研究センター (PARI) と統合し、東京大学未来ビジョン研究センター (IFI) が発足した。

## 概要
地球における人類社会が今後破壊することなく、持続可能な成長を実施するために様々な角度から研究を行い、短期から長期まで様々な提言を行うために実施されているプロジェクトであり、2005年7月26日に東京大学総長を機構長として設置された。初代機構長は小宮山宏。サステイナビリティ学の確立を目指して、日本初の次世代に向けた提言を実施しようとしている。
目標の一つに「企業連携と人材育成」があり、運営を定着させるため外部資金の継続的な獲得に向けた活動が行われている。2007年には昭和シェル石油と産学連携し、エネルギーの持続性戦略の構築に向けて「エネルギー持続性フォーラム」を結成し、昭和シェルから3名の研究員を客員教授・特任助教授として受け入れ、さらに昭和シェル石油環境研究助成財団から東京大学基金に5億円の寄付が行われた。

## 主体運営大学
研究の主体となっているのは以下の5大学である。これらの大学が相互に連携をとりながら共同で研究を実施している。
- 東京大学（運営主幹）
- 京都大学
- 大阪大学
- 北海道大学
- 茨城大学

## 協力大学・機関
主体となって運営する5大学では研究しきれない個別の課題に関して個別に研究を行う大学・機関は以下の通り。2005年度に募集が実施され、主体運営5大学による審査を経て多数の応募の中から決定した。これらの協力機関は、個別研究を進めるとともに運営主体5大学との連携を行って、より高度で広範囲な戦略研究を実施している。（）内は個別研究対象分野。
- 東洋大学（共生哲学）
- 国立環境研究所（長期シナリオ）
- 東北大学（環境リスク）
- 千葉大学（食と健康）

研究の深化とともにさらに研究すべき分野を増やす必要が生じたため、2007年度に以下の大学が加わった。
- 早稲田大学（政治・ジャーナリズム）
- 立命館大学（戦略的イノベーション）

## 備考
- 発足当初は国立大学のみであったが、2005年に私立大学として初めて東洋大学が参加、2007年には早稲田大学と立命館大学が加わっている。
- 2007年4月より、東京大学大学院新領域創成科学研究科に「サステイナビリティ学教育プログラム」（修士課程）が発足した。同プログラムを修了すると、「サステイナビリティ学」の修士の学位が取得できた。